# 교또조선초급학교
교또조선초급학교(일본어: 京都朝鮮初級学校 교토 조선 초급학교[*])는 일본 교토시에 조선학교이다.